# 埃真西鎮區 (密蘇里州布坎南縣)
埃真西鎮區（英語：Agency Township）是位於美國密蘇里州布坎南縣的一個行政鎮區。

## 地方資料
埃真西鎮區的面積為41.91平方千米，當中陸地面積為41.49平方千米，而水域面積為0.42平方千米。根據2020年美國人口普查的數據，當地共有人口1268人，而人口密度為每平方千米30.26人。